# Minifort Reckberg
Het Minifort Reckberg, klein fort of hulpfort is een voormalig Romeins fort aan de Neder-Germaanse Limes. Het is een grondmonument, dat zich samen met de naburige, gereconstrueerde uitkijktoren bevindt op de Reckberg in een bosrijk gebied ten oosten van de wijk Grimlinghausen in Neuss in de Duitse deelstaat Noord-Rijnland Westfalen.

## Locatie
Het fort en de uitkijktoren, beide waarschijnlijk uit dezelfde periode, bevonden zich op twee door de Rijn gevormde zandduinen aan de rand van een lager gelegen rivierterras, ongeveer drie kilometer ten oosten van de legioenslegerplaats van Castra Novaesium.
Vanaf deze duinen, de zogenaamde "Eerste" (uitkijktoren) en "Tweede Reckberg" (minifort), die tussen de rivier en de Romeinse weg van Novaesium naar Durnomagus lagen was een strategisch weids uitzicht over het Rijnland gegarandeerd.

## Minifort
Het ninifort lag op de westelijke helling van de "Tweede Reckberg" en kende twee bouwperiodes. Het jongere stenen fort had een bijna vierkante plattegrond met zijafmetingen van 33,0 m bij 34,5 m. De verdedigingsmuur was 1,9 m dik, de hoeken waren afgerond en aan de binnenkant waren de ingetrokken zijkanten van de 5,4 m diepe torens. Met zijn enkele poort, een eenvoudige constructie met eveneens verzonken zijkanten en een doorgangsbreedte van drie meter, was het fort gericht op zuid-zuidwesten, richting Römerstraße. Voor de omwalling lag een 6,5 m brede, dubbelpuntige greppel, die op het moment van uitgraven nog op een diepte van 4,25 m onder de top lag. Er is een kleine greppel gevonden aan de oostkant van het kamp die waarschijnlijk diende als afvoer. Een andere dubbelpuntige greppel met een totale breedte van zeven meter, die iets buiten het complex is ontdekt, behoort waarschijnlijk tot een ouder fort dat volgens een hout-aarde-bouwmethode is gebouwd.
Het minifort op Reckberg is waarschijnlijk gebouwd aan het begin van de tweede eeuw, mogelijk ook aan het einde van de eerste eeuw, en werd misschien tot het midden van de derde eeuw gebruikt.

## Wachttoren
Ongeveer 200 m ten noordwesten van het fort op "Tweede Reckberg" ontdekte Constantin Koenen rond 1900 een vierkante muur van ongeveer 5 m bij 5 m op de noordelijke helling van de  "Eerste Reckberg", die een van de fundamenten was van een Romeinse wachttoren. De zandstenen funderingen waren een meter dik. De eigenlijke, vakwerktoren torende er boven uit. Een hek met een palissade en gracht, zoals we die kennen uit de Opper-Germaanse Limes, moet er geweest zijn, maar werd niet opgemerkt door Koenen. Er is ook geen informatie over de datering van de uitkijktoren, vermoedelijk werd deze gebouwd in dezelfde tijd als het fort.
In 1991 werd een reconstructie van de toren gebouwd niet ver van waar de Romeinse wachttoren oorspronkelijk stond.

## Nederzetting en begraafplaats
Ongeveer honderd meter ten westen van het fort, ten zuiden van de Romeinse heerweg (de huidige straat "Am Reckberg") en op de oostelijke helling van de "Eerste Reckberg", bevonden zich de ruïnes van een vijftig meter brede Romeinse nederzetting met de bijbehorende begraafplaats nog eens vijftig meter verderop. Alleen de vondsten van de begraafplaats konden worden gebruikt om de nederzetting te dateren, omdat vondsten van de nederzettingsstrook naast de drukbezochte limesweg daar ook terecht kunnen zijn gekomen nadat de nederzetting was verlaten. De begraafplaats blijkt uit de vondsten uit het einde van de eerste tot de eerste helft van de derde eeuw te stammen.

## Werelderfgoed
Het fort is een schakel in de Neder-Germaanse limes, de lijn van grensforten aan de noordgrens van het Romeinse Rijk.
Op 27 juli 2021 zijn tijdens de vergadering van het Werelderfgoedcomité van de UNESCO in het Chinese Fuzhou de Neder-Gemaanse limes, waaronder veel objecten in Neuss,  de status van Werelderfgoed toegekend.
Het belang van de Reckberg wordt in het nominatiedossier als volgt omschreven:
De combinatie van een klein fort en een uitkijktoren is zeldzaam langs de Neder-Germaanse limes. Het is een goed voorbeeld van het belang van deze combinatie op specifieke punten: vanaf een heuveltop boven de Rijn kan een kleine eenheid zeer goed het verkeer op land en water monitoren. De Limes-weg loopt van Reckberg naar het zuiden, terwijl het terrein aan de noordzijde een vrij uitzicht biedt over het Rijnlandschap.